# 署正
署正，中國古代官職之一，在清朝，神樂署署正品等為正六品。該官職主要從事皇家祭天大典樂舞的事宜，屬皇子或皇帝的內務服務之一。光祿寺分大官署、珍饈署、良醞署、掌醢署四署，署正，初制滿員四品，順治十六年改六品。康熙六年陞五品，九年定從六品，漢員同。